# 馬克·斯泰森
馬克·斯泰森（英語：Mark Stetson，1952年—）是一名電影特效人員，曾參與不少電影的特效製作。
在90年代，斯泰森先後成為視覺效果協會和英國電影和電視藝術學院的成員。
他因在2001年電影《魔戒首部曲：魔戒現身》的工作而與蘭戴·威廉·庫克、吉姆·萊吉、理查·泰勒共同贏得奧斯卡最佳視覺效果獎。
2010年，斯泰森進入Zoic工作室任職。

## 個人生活
斯泰森於1980年結婚，有兩名子女。

## 榮譽
| 獎項           | 年分 | 類別           | 片名                     | 結果 |
| -------------- | ---- | -------------- | ------------------------ | ---- |
| 奧斯卡獎       | 1984 | 最佳視覺效果獎 | 《威震太陽神》           | 提名 |
| 奧斯卡獎       | 2001 | 最佳視覺效果獎 | 《魔戒首部曲：魔戒現身》 | 獲獎 |
| 奧斯卡獎       | 2006 | 最佳視覺效果獎 | 《超人再起》             | 提名 |
| 英國電影學院獎 | 1997 | 最佳視覺效果獎 | 《第五元素》             | 獲獎 |
| 英國電影學院獎 | 2001 | 最佳視覺效果獎 | 《魔戒首部曲：魔戒現身》 | 獲獎 |
| 英國電影學院獎 | 2006 | 最佳視覺效果獎 | 《超人再起》             | 提名 |

## 外部連結
- 馬克·斯泰森在互联网电影资料库（IMDb）上的資料（英文）
- Mark Stetson，VES（英文）